# IOS 12
iOS 12 — это двенадцатый крупный выпуск мобильной операционной системы iOS, разработанный Apple Inc. Эстетически похожий на свою предшественницу, iOS 11, он фокусируется не столько на новых функциях, сколько на производительности, улучшениях качества и обновлениях безопасности. Объявленная на Всемирной конференции разработчиков компании 4 июня 2018 года, iOS 12 была выпущена для публики 17 сентября 2018 года. На смену ему пришла iOS 13 для iPhone и iPod Touch 19 сентября 2019 года, а для iPad — iPadOS 13 24 сентября 2019 года. Обновления безопасности для iOS 12 продолжаются в течение четырех лет после выпуска iOS 13 для устройств, которые не могут работать на более новых версиях операционной системы. Последнее обновление, 12.5.7,  было выпущено 23 января 2023 года.

## Основные возможности
- Видеозвонки FaceTime на 32 человека (для устройств с процессором A9/A9X и новее).
- Memoji можно использовать в Сообщениях и FaceTime (Для iPhone X, iPhone Xs, iPhone Xs Max, iPhone Xr)
- Функция «Экранное время» показывает, сколько времени вы проводите за устройством.
- Функция быстрой настройки уведомлений, группировка уведомлений.
- Обновлённый режим «Не беспокоить».
- Обновлённый «Общий доступ к фото» и новый раздел «Для вас» в приложении «Фото» для iOS.
- Быстрые команды Siri.
- Новое приложение Apple Books.
- Новый дизайн приложения «Акции»
- Диктофон на iPad (не для всех устройств).
- Новые предлагаемые пароли.
- Автозаполнение кода из Сообщений.
- Приложение «Рулетка»
- Сторонние приложения для навигации в CarPlay, только в США.
- Повышена производительность на всех поддерживаемых устройствах.

## История версий
- iOS 12.0 — вышла 17 сентября 2018 года
- iOS 12.0.1 — вышла 8 октября 2018 года и содержала исправления ошибок
- iOS 12.1 — вышла 30 октября 2018 года. Среди нововведении групповые звонки FaceTime до 32 человек (для iPhone 6S/SE и новее), 70 новых эмодзи, функция "Глубина" для iPhone XR/XS/XS Max и другие улучшения
- iOS 12.1.1 — вышла 5 декабря 2018 года и содержала исправления ошибок
- iOS 12.1.2 — вышла 18 декабря 2018 года и содержала исправления ошибок
- iOS 12.1.3 — вышла 23 января 2019 года и содержала исправления ошибок
- iOS 12.1.4 — вышла 7 февраля 2019 года и содержала улучшения безопасности
- iOS 12.2 — вышла 26 марта 2019 года. Среди нововведении 4 новых Animoji, поддержка AirPods 2, индекс качества воздуха в некоторых странах и другие улучшения
- iOS 12.3 — вышла 13 мая 2019 года. В данном обновлении приложение "Apple TV" получило новый дизайн и улучшенную поддержку AirPlay 2
- iOS 12.3.1 — вышла 24 мая 2019 года и содержала исправления ошибок
- iOS 12.3.2 — вышла 10 июня 2019 года только для iPhone 8/8 Plus и содержала исправления ошибок
- iOS 12.4 — вышла 22 июля 2019 года. В этом обновлении был добавлен перенос данных со старого устройства на новый и появилась поддержка HomePod в Японии и Тайване
- iOS 12.4.1 — вышла 26 августа 2019 года и содержала улучшения безопасности
- iOS 12.4.2 — вышла 26 сентября 2019 года для iPhone 5S/6/6 Plus, iPad Air/Mini 2/Mini 3, iPod Touch 6 и содержала улучшения безопасности
- iOS 12.4.3 — вышла 28 октября 2019 года для iPhone 5S/6/6 Plus, iPad Air/Mini 2/Mini 3, iPod Touch 6 и содержала улучшения безопасности
- iOS 12.4.4 — вышла 10 декабря 2019 года для iPhone 5S/6/6 Plus, iPad Air/Mini 2/Mini 3, iPod Touch 6 и содержала улучшения безопасности
- iOS 12.4.5 — вышла 28 января 2020 года для iPhone 5S/6/6 Plus, iPad Air/Mini 2/Mini 3, iPod Touch 6 и содержала улучшения безопасности
- iOS 12.4.6 — вышла 24 марта 2020 года для iPhone 5S/6/6 Plus, iPad Air/Mini 2/Mini 3, iPod Touch 6 и содержала улучшения безопасности
- iOS 12.4.7 — вышла 20 мая 2020 года для iPhone 5S/6/6 Plus, iPad Air/Mini 2/Mini 3, iPod Touch 6 и содержала улучшения безопасности
- iOS 12.4.8 — вышла 15 июля 2020 года для iPhone 5S/6/6 Plus, iPad Air/Mini 2/Mini 3, iPod Touch 6 и содержала улучшения безопасности
- iOS 12.4.9 — вышла 5 ноября 2020 года для iPhone 5S/6/6 Plus, iPad Air/Mini 2/Mini 3, iPod Touch 6 и содержала улучшения безопасности
- iOS 12.5 — вышла 14 декабря 2020 года для iPhone 5S/6/6 Plus, iPad Air/Mini 2/Mini 3, iPod Touch 6 и содержала возможность зарегистрировать iPhone в системе Уведомлений о контакте с COVID‑19
- iOS 12.5.1 — вышла 11 января 2021 года для iPhone 5S/6/6 Plus, iPad Air/Mini 2/Mini 3, iPod Touch 6 и содержала улучшения безопасности
- iOS 12.5.2 — вышла 26 марта 2021 года для iPhone 5S/6/6 Plus, iPad Air/Mini 2/Mini 3, iPod Touch 6 и содержала улучшения безопасности
- iOS 12.5.3 — вышла 3 мая 2021 года для iPhone 5S/6/6 Plus, iPad Air/Mini 2/Mini 3, iPod Touch 6 и содержала улучшения безопасности
- iOS 12.5.4 — вышла 14 июня 2021 года для iPhone 5S/6/6 Plus, iPad Air/Mini 2/Mini 3, iPod Touch 6 и содержала улучшения безопасности
- iOS 12.5.5 — вышла 23 сентября 2021 года для iPhone 5S/6/6 Plus, iPad Air/Mini 2/Mini 3, iPod Touch 6 и содержала улучшения безопасности
- iOS 12.5.6 — вышла 31 августа 2022 года для iPhone 5S/6/6 Plus, iPad Air/Mini 2/Mini 3, iPod Touch 6 и содержала улучшения безопасности
- iOS 12.5.7 — вышла 23 января 2023 года для iPhone 5S/6/6 Plus, iPad Air/Mini 2/Mini 3, iPod Touch 6 и содержала улучшения безопасности

## Устройства
Следующие устройства корпорации Apple поддерживают iOS 12:

| iPhone - iPhone 5s - iPhone SE - iPhone 6 - iPhone 6 Plus - iPhone 6s - iPhone 6s Plus - iPhone 7 - iPhone 7 Plus - iPhone 8 - iPhone 8 Plus - iPhone X - iPhone XR - iPhone XS - iPhone XS Max | iPad - iPad Air - iPad Air 2 - iPad Air 3 - iPad 2017 - iPad 2018 - iPad mini 2 - iPad mini 3 - iPad mini 4 - iPad mini 2019 (5) - iPad Pro - iPad Pro (2-го поколения) - iPad Pro (3-го поколения) iPod touch - iPod touch 6 - iPod touch 7 |

## Возможности приложения

### Сообщения
Сообщения в iOS 12 представляют новый тип настраиваемого Animoji под названием «Memoji», который позволяет пользователю создавать самого себя в 3D-персонаже. Apple также представила Animojis Koala, Tiger, Ghost и T-Rex. Кроме того, Apple добавила новые текстовые и GIF-эффекты, аналогичные тем, которые можно найти в других приложениях для социальных сетей.

### FaceTime
FaceTime получает поддержку Animoji и Memoji, а также новых текстовых и GIF-эффектов, аналогичных тем, которые можно найти в других приложениях для социальных сетей и в приложении «Сообщения».
iOS 12.1, выпущенная 30 октября 2018 года, добавляет возможность включать до 32 человек в разговор FaceTime. Эта функция поддерживается для видео только устройствами с чипом Apple A8X или Apple A9 или более поздней версии; он поддерживается только для аудио на iPhone 5S, iPhone 6 и iPhone 6 Plus и вообще недоступен на iPad Mini 2, iPad Mini 3 и iPad Air. Групповой FaceTime был отключен 28 января 2019 года из-за программной ошибки, которая позволяла отвечать на звонки вызывающему абоненту, а не получателю, что позволяло передавать видео и аудио, если вызов не был отклонен. Функциональность была восстановлена 7 февраля 2019 года с выпуском iOS 12.1.4. Групповой FaceTime остается отключенным на устройствах под управлением iOS 12, на которых обнаружена ошибка.

### Measure
Measure — это родное приложение дополненной реальности, которое позволяет пользователю измерять реальные объекты. Он также работает как уровень, функция, которая изначально была включена в состав приложения компас.

### Фото
Apple Photos был полностью переработан с четырьмя новыми вкладками, включая «Фото», «Для вас», «Альбомы» и «Поиск». Новая вкладка «Для вас» заменяет вкладку «Воспоминания», ранее существовавшую в iOS 11, и дает рекомендации по обмену, создает короткие видеоколлажи, предложения по редактированию фотографий, а также избранные фотографии за определенный день.
В то время как вкладки «Фотографии» и «Альбомы» претерпели лишь несколько косметических изменений, вкладка «Поиск» включает новые функции искусственного интеллекта и машинного обучения, которые показывают фотографии пользователей по месту и категориям (например, животные, автомобили, объекты).

### Уведомления
Уведомления теперь сгруппированы по приложениям и имеют кнопку «Управление», чтобы отключить уведомления для этого приложения или доставить их незаметно прямо из Центра уведомлений, не заходя в приложение «Настройки».

### Не беспокоить
Функция «Не беспокоить» предоставляет пользователям больше возможностей для автоматизации. Пользователи могут скрывать уведомления на неопределенный срок или по расписанию, как и раньше, но также могут скрывать уведомления на 1 час, до определенного времени суток, до тех пор, пока не покинут место или до окончания запланированного события в Календаре.

### Голосовые заметки и акции
Голосовые заметки и акции поддерживаются на iPad и имеют более новый дизайн. Акции были интегрированы с Apple News, чтобы показывать финансовые и другие связанные новости.

### Apple Книги
iBooks был переименован в Apple Books, а приложение было переработано с пятью новыми вкладками, в том числе «Читаю сейчас», «Библиотека», «Книжный магазин», «Аудиокниги» и «Поиск». Новый дизайн приложения похож на дизайн Apple Music, и его хвалят за простоту, позволяющую пользователям легко перемещаться по своей библиотеке книг.

### Safari
Safari получает обновление для Intelligent Tracking Prevention. Это включает в себя функцию, которая позволяет пользователю отключать кнопки «Мне нравится» и «Поделиться» в социальных сетях.

### Карты
Карты Apple начали перестраиваться с нуля, полагаясь на собственные картографические данные вместо использования картографических данных, предоставленных третьими сторонами. Это позволяет более точно определять направления и прогнозировать самые быстрые маршруты. Новые карты были развернуты по частям, и к концу 2019 года все США были завершены.

## Восприятие
iOS 12 получила смешанно-положительные отзывы от пользователей. Критики же отмечали, что iOS 12 фокусируется на производительности и закладывает основу для будущих приложений. Разработчики добавили новые возможности для сторонних приложений, а также улучшили собственные приложения Apple.
Пользователи высказывали разные мнения. Некоторые отмечали, что iOS 12 работает быстрее и плавнее, чем предыдущие версии. Однако были и те, кто критиковал интерфейс системы, называя его запутанным и негативно влияющим на опыт использования.
Также пользователи подвергли критике функцию «Экранное время». По результатам исследования издания CNET, большинство респондентов заявили, что пользуются опцией время от времени и она не отразилась на качестве их жизни. Около трети опрошенных и вовсе заявили, что пользуются смартфоном даже больше, чем раньше, несмотря на внедрение функции. Лишь малая часть участников исследования рассказала, что функция действительно помогла существенно снизить время использования устройств. 

## Проблемы

### Смайлик с радужным флагом
После того, как в Твиттере появился смайлик с радужным флагом и запрещающим знаком, несколько пользователей обвинили Apple в поощрении анти-ЛГБТ-отношения. Тем не менее, Emojipedia пояснила, что это происходит, когда пользователь твитит два смайлика вместе, и не является предполагаемой функцией. Это можно использовать и с другими смайликами.

### Проблема с прослушиванием FaceTime
Проблема с FaceTime, затронувшая несколько версий iOS 12 (версии 12.1–12.1.3), позволяла пользователям звонить кому-либо через FaceTime и слышать звук, исходящий от их телефона, прежде чем ответить на звонок, до того, как ошибка была исправлена в iOS 12.1.4.